# Valeriy Fedorchuk
Pour les articles homonymes, voir Fedorchuk.
Valeriy Yuriyovych Fedorchuk (ukrainien : Валерій Юрійович Федорчук), né le 5 octobre 1988, est un ancien footballeur ukrainien évoluant au poste de milieu de terrain.

## Carrière en club
Fedorchuk commence sa carrière avec les sections jeunes du Nyva Vinnytsia, et signe son premier contrat professionnel avec le Kryvbass Kryvyï Rih en 2005, où il joue 7 matches en deux ans. Il quitte le club en janvier 2007 pour rejoindre le FK Lviv.
Il rejoint ensuite le FK Dnipro le 1er mars 2010, en échange d'une indemnité de transfert de 480 000€, avec d'être envoyé en prêt au Kryvbass Kryvyï Rih pendant trois ans, puis au Karpaty Lviv et au Volyn Lutsk.
Avec Dnipropetrovsk, il atteint la finale de la Ligue Europa en 2015, en étant battu par le club espagnol du FC Séville.

## Carrière internationale
Il joue son premier match avec les espoirs ukrainiens le 27 mai 2008. Il apparaît un total de 17 fois avec les espoirs, inscrivant deux buts.

## Palmarès
FK Dnipro
- Ligue Europa :
  - Finaliste : 2015

 Dynamo Kiev
- Championnat d'Ukraine :
  - Vainqueur : 2016

- Supercoupe d'Ukraine :
  - Vainqueur : 2016